# Rupert Mayer
Pour les articles homonymes, voir Mayer.
Le bienheureux Rupert Mayer, né le 23 janvier 1876 à Stuttgart (Allemagne) et mort le 1er novembre 1945 à Munich, est un prêtre jésuite allemand. Opposé à l’idéologie nationale-socialiste dès les premières années, il fut une figure de proue de la résistance catholique au nazisme. Béatifié par Jean-Paul II en 1987 il est liturgiquement commémoré le 3 novembre.

## Jeunesse et formation
Rupert Mayer fait ses études secondaires à Stuttgart et Ravensbourg. En 1894 il souhaite entrer chez les jésuites, mais son père s’y opposant, il renonce à ce projet. Il fréquente alors les universités et, de 1894 à 1898, étudie philosophie, théologie et histoire à Fribourg (Suisse), Munich et Tübingen. En 1898, Mayer entre au séminaire de Rottenburg. Les études déjà faites lui permettent d’être ordonné prêtre dès l’année suivante: le 2 mai 1899 (à Rottenburg).
Après un an de travail paroissial, Rupert Mayer obtient de son père de pouvoir suivre l’appel ressenti. Il entre au noviciat jésuite de Feldkirch, en Autriche, le 1er octobre 1900. Il approfondit sa philosophie et théologie de 1901 à 1904 à Fauquemont (Pays-Bas) et termine sa formation avec le ‘Troisième An' (1905-06), une dernière année de formation spirituelle durant laquelle le jeune prêtre fait à nouveau les Exercices spirituels de saint Ignace.

## Engagement social et pastoral
Durant quelques années, de 1906 à 1911, Mayer donne des missions populaires dans différentes régions d’Allemagne, de Suisse et d’Autriche. En 1912 il est nommé à Munich pour venir en aide, matériellement et spirituellement, aux immigrants qui par milliers arrivent des campagnes dans la ville bavaroise. Il est bientôt connu dans la ville pour son sens de la solidarité active: en liaison avec l’administration il met sur pied plusieurs organisations sociale. En 1914 il fonde même une congrégation religieuse féminine, les 'Sœurs de la Sainte famille', pour le seconder dans son travail social. Il s’engage personnellement par des visites à domicile et un soutien spirituel et humain effectif.

## Durant la Première Guerre mondiale
Dès le mois d’août 1914 Mayer sert comme infirmier et aumônier dans l’armée allemande. Il est le premier prêtre catholique (toujours suspects de ne pas être de « bons Allemands ») à recevoir la croix de fer. D’autres distinctions militaires suivront. En 1916 il est gravement blessé en Roumanie et doit subir l’amputation de la jambe gauche.

## L’Entre-deux-guerres

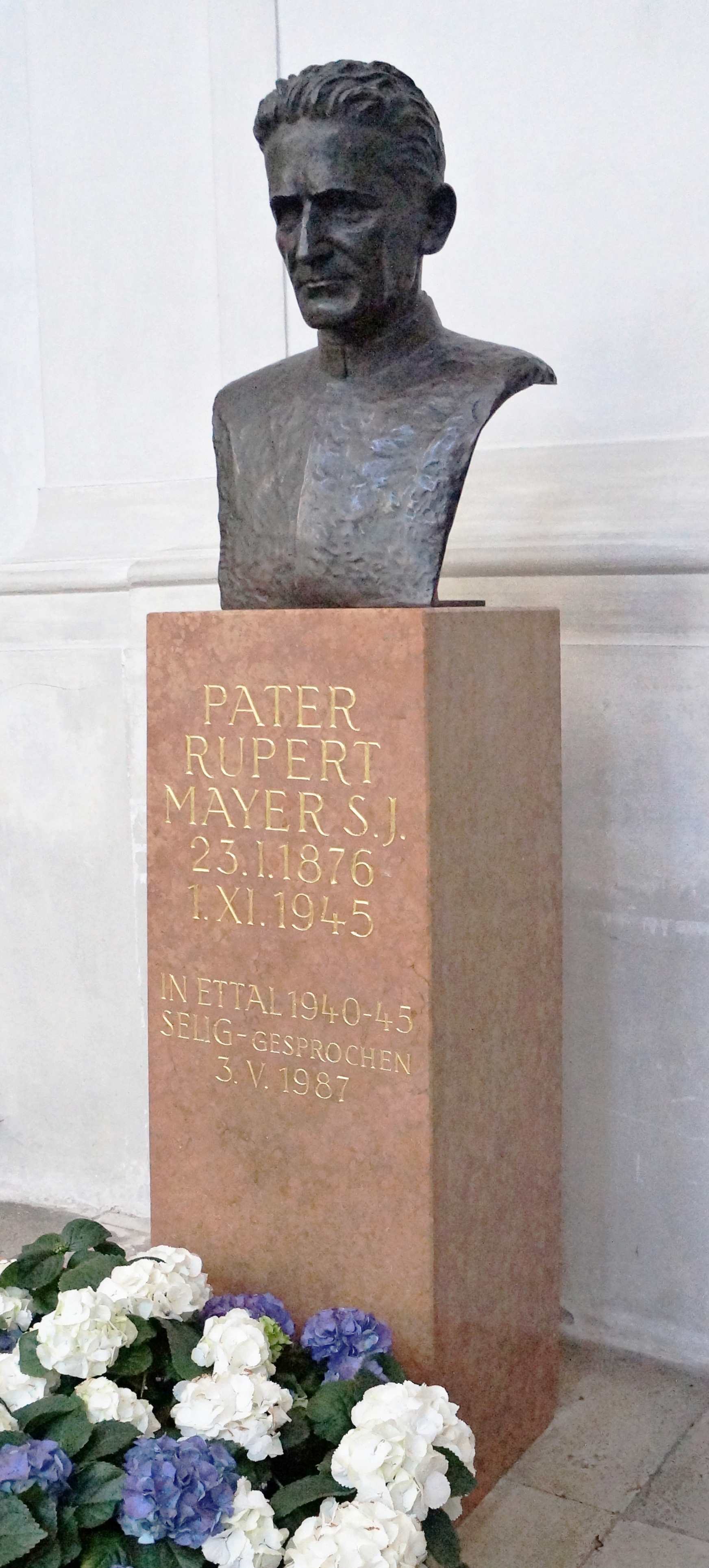
Stèle à la mémoire du Père Rupert Mayer en l'abbaye d' Ettal.

### Apostolat social
Démobilisé en 1917, Mayer est de retour à Munich. Le bannissement des jésuites ayant été levé, le travail apostolique leur est plus libre. En 1921 l’église Saint Michel est rendue à la Compagnie, et l’archevêque de Munich, Michael von Faulhaber, nomme Mayer directeur de la congrégation mariale des hommes. C’est dans ce rôle que l’influence en profondeur de Rupert Mayer va s’exercer. Loin de se cantonner au domaine étroitement spirituel il s’intéresse aux mouvements sociaux et syndicaux catholiques de la ville. En 1922, 20 000 personnes viennent l’écouter sur la Konigsgplatz de Munich. À partir de 1925 il célèbre une messe tous les matins à la gare de Munich. Au fil des années le nombre de participants augmente pour atteindre des milliers. Elle sera interdite par les Nazis en 1935.

### Opposition au national-socialisme
Familier des meetings politiques dès 1914 Mayer expose généralement le point de vue du catholicisme social. Il semble qu’il ait rencontré Adolf Hitler lors d’un débat contradictoire en 1919. Il assiste ensuite aux rencontres des nationaux-socialistes pour en connaître les vues et réfuter les erreurs. Il estime que Hitler est brillant orateur, mais séducteur des foules, hystérique, et peu respectueux de la vérité.
Durant les premières années, il est souvent mal accueilli. Il est même arrivé que des groupes para-militaires nationaux-socialistes doivent le protéger! Ce fut le cas lorsque, le 21 juin 1923, il déclare publiquement, et devant une foule hostile, qu’il était impossible à un catholique de souscrire à l’idéologie du national-socialisme. Il ne peut achever son discours et est conduit vers la sortie sous les huées. Les nazis l’accusent d’avoir contribué à l’échec du putsch de la Brasserie du 9 novembre 1923. Il répond en s’offrant à venir en aide à ceux des leurs qui furent blessés lors de l’attentat manqué. Ce fut refusé.

### Après l’arrivée d’Hitler au pouvoir
Avec l’arrivée d’Hitler au pouvoir, en 1933, Mayer est en difficulté car en opposition constante du gouvernement et de sa politique anti-religieuse et raciste. Dès 1935 ses sermons sont écoutés par la police. Il est espionné et suivi. En 1936 il lui est interdit de prêcher sauf dans son église Saint-Michel. Il passe outre et est arrêté le 5 juin 1937 : 6 mois de  prison pour abus de la chaire de vérité comme arme politique, et attaques vicieuses contre le gouvernement. À ceux qui lui conseillent « la modération», il répond que son silence serait très mal interprété par les nazis et que d’ailleurs le péril est trop grand. Il convainc ses supérieurs religieux qui lui donnent leur soutien.
Mayer est arrêté une seconde fois le 5 janvier 1938 et détenu jusqu’en mai à la prison de Landsberg. Une troisième fois, en novembre 1939, il est arrêté, cette fois comme « conspirateur ». Il est accusé d’avoir des contacts avec des membres d'une organisation monarchique dont il refuse de révéler les noms. Il est transféré au camp de concentration d'Oranienbourg, près de Berlin, le 23 décembre 1939.

## Durant la Seconde Guerre mondiale
La santé de Rupert Mayer se détériore sérieusement. Le gouvernement du Troisième Reich craignant un décès qui offrirait un martyr à l’opposition (de plus, un héros de la première guerre), enferme Mayer à l’abbaye bénédictine d’Ettal en Haute-Bavière, avec interdiction de tout contact avec le monde extérieur sauf avec les membres les plus proches de sa famille. C’est là que Mayer passe les années de guerre.

## Libération et décès

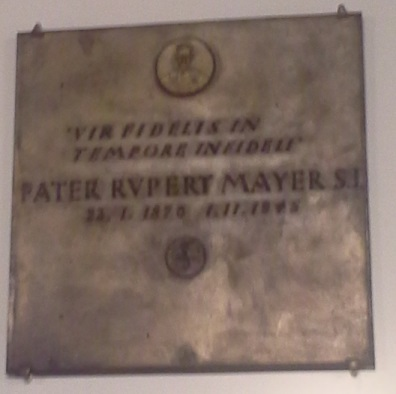
Plaque commémorative dans le hall d'honneur de l'université de Fribourg (Suisse).

Les troupes américaines entrées en Bavière lui redonnent entière liberté le 11 mai 1945 et l’autorisent à se rendre à Munich, une ville dévastée par la guerre. Comme lors de la Première Guerre mondiale et bien que fort affaibli, Mayer utilise son nom et prestige pour venir en aide à ceux dont la situation est la plus difficile. Le jour de la Toussaint, le 1er novembre, il est frappé d’une hémorragie cérébrale alors même qu’il célèbre la messe. Il meurt trois heures plus tard.
Mayer est d’abord enterré au cimetière jésuite de Pullach, dans les faubourg de Munich. Sa tombe reçoit cependant tellement de visiteurs que, le 23 mai 1948, ses restes sont exhumés et transférés dans la crypte de l’église de la congrégation mariale de Munich, la Bürgersaalkirche; 30 000 personnes accompagnent le cortège et plus de 300 000 autres sont présentes dans les rues de Munich. Faveurs et miracles sont obtenues par son intercession.
Rupert Mayer est béatifié dans sa ville même de Munich, par Jean-Paul II, le 3 mai 1987.